# سرقومندان اعلی قوای مسلح
سر قومندان (قوماندان) اعلی قوای مسلح اصطلاحی است که در جمهوری اسلامی افغانستان به رئیس جمهوری این کشور به عنوان فرمانده کل نیروهای مسلح گفته می‌شود.